# Ренфру
Ре́нфру (англ. Renfrew, гэльск. Rinn Friù) — город в Шотландии, столица области Ренфрушир. Ренфу расположен в 6 милях (10 км) западнее Глазго, в западной части среднешотландской низменности.
Из-за своей ранней связи с соответствующей королевской династией, город известен как "колыбель Стюартов". В 1397 гору Ренфру получил статус королевского города (англ. royal burgh) и стал столицей Ренфрушира. Город также является баронством, нынешний барон Ренфи - принц Чарльз.
Будучи столицей области, Ренфру в своё время был центром местного самоуправления всего региона. Позже административный центр переместился в близлежащий крупный город Пейсли.
По результатам переписи 2001 года население города составляет 20 251 человек.